# Фототуризм
Фототуризм — спеціалізований вид туризму, розрахований, в першу чергу, на створення сприятливих умов для проведення фотографічної зйомки. Фототуризм дає можливість відкрити для себе нові краєвиди, підвищити свій фотографічний рівень, поповнити свої альбоми новими знімками.
На Заході фототуризм популярний тридцять років. Організаторами таких турів виступають як туристичні компанії, так і професійні фотографи або школи фотографів. Планується розпорядок дня з розрахунком часу на обробку зроблених фотографій, на прийняття побажань щодо маршруту, відпочинку учасників тощо. Крім того, проводяться спеціальні майстеркласи для покращення вмінь фотографів. Особливо популярні серед туристів такі напрямки як Непал, Тибет, Ефіопія, Індія, Бутан, Антарктида.